# Cyclorana
Cyclorana és un gènere de granotes que es troba a la major part d'Austràlia.
Aquest gènere habita algunes de les zones més àrides d'Austràlia i algunes de les seues espècies són capaces de romandre enterrades fins a cinc anys per sobreviure a les sequeres més extremes.

## Taxonomia
- Cyclorana alboguttata
- Cyclorana australis
- Cyclorana brevipes
- Cyclorana cryptotis
- Cyclorana cultripes
- Cyclorana longipes
- Cyclorana maculosa
- Cyclorana maini
- Cyclorana manya
- Cyclorana novaehollandiae
- Cyclorana platycephala
- Cyclorana vagitus
- Cyclorana verrucosa